# Liste des évêques de Cassano
Le diocèse de Cassano allo Ionio est un diocèse italien en Calabre avec siège à Cassano allo Ionio. Le diocèse est fondé au Ve siècle.

## Évêques
- Caprario † (465) ?
- David † (mi Xe siècle) ?
- Anonyme † (1059)
- Sasson † (1092 ? - 1106 ?)
- Grégoire † ( 1085 - 1105)
- Vital † (1116 ? - 1121 ?)
- Policreto Geneo † ( 1122) ?
- Anonyme † ( 1130) ?
  - Ours † ( 1144)
- Federico Milanese † (1157)
- Thomas † (1168 ? - 1174 ?)
- Soffrido † ( 1195)
- Hugues † ( 1100)
- Terrizio † (1221 -  1223)
- Biagio † (v. 1233)
- Pietro Amendola degli Attendoli † (v. 1240 ) ?
- Giovanni Fortebraccio † (21 janvier 1252 - 1267)
- Marco d'Assisi, O.F.M. † (15 mai 1267 - 1282 ?)
- Pascal † (v.  1282 - 1296 ?)
- Richard † (1298 - mars 1301 )
- Guglielmo de Cuna, O.F.M. † (28 février 1301 - ?)
- Alberto Besozzi † (1312)
- Jean † (1316 ? - 1328 ? )
- Giovanni Marino † (18 mars 1329 - 1334 )
- Landolfo Vulcano † (1334 - 1340)
- Gunlo † ?
- Durante † (novembre 1346 - ?)
- Ruggero Quattromani † (janvier 1348 - 1348 )
- Jean † (17 mars 1348 - 1373 )
- Marino del Giudice † (18 mai 1373 - 1379 )
- Roberto del Giudice † (26 janvier 1379 - ?)
  - Andrea Cumano † (26 janvier 1379 - 2 décembre 1383 ) (anti-évêque)
- Nicola (Tomacelli?) † (v. 1383 - 1392)
  - Carlo Corsini † (2 décembre 1383 - ?) (anti-évêque)
- Pietro † (1er octobre 1392 - 31 mai 1400)
- Febo Sanseverino † (1er décembre 1399 - 1404 )
- Marino Scannaforcia † (11 novembre 1404 - 1418 )
- Antonello Gesualdo, O.S.B.Coel. † (23 novembre 1418 - 1428 )
- Guglielmo Chyurlia † (29 novembre 1428 - 1432 )
- Belforte Spinelli † (14 mai 1432 - 12 décembre 1440)
- Gioacchino Suhare † (12 décembre 1440 - 1463 )
- Giovanni Francesco Brusato † (8 décembre 1463 - 22 mars 1476 )
- Bartolomeo del Poggio † (22 mars 1476 - 1485 )
- Nicola Tomacelli † (1er septembre 1485 - 1490 )
- Marino Tomacelli † (31 janvier 1491 - 1519 )
  - Domenico Giacobazzi † (2 décembre 1519 - 23 mars 1523) (administrateur apostolique)
- Cristoforo Giacobazzi † (23 mars 1523  - 7 octobre 1540 )
- Durante Duranti † (18 février 1541 - 18 février 1551 )
- Bernardo Antonio de' Medici † (23 octobre 1551 - 1552)
  - Giovannangelo de' Medici † (1er mars 1553 - 25 juin 1556 ) (administrateur apostolique)
  - Marco Sittico Altemps (29 mai 1560 - 11 mai 1561 ) (administrateur apostolique)
- Giovan Battista Serbelloni † (17 décembre 1561 - 1579)
- Tiberio Carafa † (6 février 1579 - 1588 )
- Owen Lewis † (3 février 1589 - 14 octobre 1595 )
- Giulio Caracciolo † (1er janvier 1597 - 1599 )
- Bonifazio Caetani † (8 novembre 1599 - 22 avril 1613 )
- Diego de Arce, O.F.M.Obs. † (17 février 1614 - 1617 )
- Paolo Palumbo, C.R. † (17 avril 1617 - 1648)
- Gregorio Carafa, C.R. † (24 août 1648 - 27 mai 1664 )
- Alonso de Balmaseda, O.E.S.A. † (16 juillet 1670 - 25 septembre 1673 )
  - Sede vacante (1673-1676)
- Giovan Battista del Tinto, O.Carm. † (16 septembre 1676 - 19 mai 1685 )
- Francisco de Sesqueyros y Satomayor, O.E.S.A. † (1er avril 1686 - mai 1691 )
- Vincenzo de Magistris, O.P. † (24 mai 1691 - juin 1705 )
  - Sede vacante (1705-1707)
- Nicolò Rocco † (21 février 1707 - 1726 deceduto)
  - Sede vacante (1726-1729)
- Gennaro Fortunato † (6 juillet 1729 - 1751 deceduto)
- Giovan Battista Miceli † (24 janvier 1752 - 15 juin  1763 )
- Giovan Battista Coppola † (19 décembre 1763 - 28 août 1797 )
  - Sede vacante (1797-1804)
- Francesco Antonio Grillo, O.F.M.Conv. † (29 octobre 1804 - 2 novembre 1804)
  - Sede vacante (1804-1818)
- Adeodato Gomez Cardosa † (26 juin 1818 - 19 décembre 1825 )
  - Sede vacante (1825-1829)
- Michele Bombini † (21 mai 1829 - 1871 )
- Alessandro Maria Basile, C.SS.R. † (22 décembre 1871 - 1883 )
- Raffaele Danise † (9 août 1883 - 24 mars 1884 )
- Antonio Pistocchi † (24 mars 1884 - 1888 )
- Evangelista di Milia, O.F.M.Cap. † (11 février 1888 - 15 novembre 1889 )
- Antonio Maria Bonito † (6 juin 1899 - 11 décembre 1905 )
- Pietro La Fontaine † (6 décembre 1906 - 1er avril 1910)
- Giuseppe Rovetta † (29 mars 1911 - 16 décembre 1920
- Bruno Occhiuto † (17 novembre 1921 - 30 juin 1937 )
- Raffaele Barbieri † (1er septembre 1937 - 31 janvier 1968 )
- Domenico Vacchiano † (17 janvier 1970 - 30 mars 1978))
- Girolamo Grillo (7 avril 1979  - 20 décembre 1983 )
- Giovanni Francesco Pala † (22 février 1984 - 21 mai 1987 )
- Andrea Mugione (it) (17 mars 1988 - 21 novembre 1998 )
- Domenico Graziani (it) (21 août 1999 - 21 novembre 2006 )
- Vincenzo Bertolone, S.d.P. (10 mars 2007 - 25 mars 2011 )
- Nunzio Galantino, (9 décembre 2011 - 28 février 2015)
- Francesco Savino, (depuis le 28 février 2015)